# Leghin, Neamț
Leghin este un sat în comuna Pipirig din județul Neamț, Moldova, România.
Satul Leghin avea în componență, până în anul 1958, doar câteva case. Acestea erau locuite de niste oameni sau familii cu o  reputație nu prea bună, aceștia / acestea fiind alungați/ alungate ori s-au autoexilat din unele așezări ale comunei Pipirig.     
După anul 1958, populația satului Leghin a crescut vertiginos ca urmare a venirii, în aceasta zonă, a câtorva zeci de familii de pe valea Bistriței ca urmare a construirii barajului lacului de acumulare de la Bicaz. Fiecare gospodărie care urma să fie expropiată  din zona lacului de acumulare de la Bicaz, a fost evaluată de catre o Comisie si in urma careia primea o suma de bani in functie de marimea acesteia. Sumele de bani puteau sa ajunga chiar si la 100.000 lei. Fiecare familie putea sa isi aleaga in Romania (Republica Populară Română) orice zonă in care  aceasta dorea să aiba  nouă reședință. Astfel,  daca noua resedinta urma să fie la țară, atunci respectiva familie primea un teren de cca 1,5 ha pe care putea să-și construiască o casă cu anexe gospodărești. Unii dintre cei nou veniți in satul Leghin  au adus chiar materiale din casele lor demolate, fiindu-le utile construirii si amenajării noilor locuințe.
Unii dintre oamenii strămutați ar fi vrut să se stabilească în comuna Vânători, însă, cum respectiva localitate era deja în zona colectivizată, mulți dintre strămutați au preferat să locuiască într-o zonă unde nu era CAP, respectiv comuna Pipirig, satul Leghin.
În unele arii ale satului Leghin, terenurile erau greu arabile, cu mult pietriș, din cauza deselor revărsări ale râului Ozana sau ale pârâului Carpen care sunt adiacente sau traversează  satul.
Satul Leghin are două zone unde s-au construit casele și anume: una localizată adiacent și pe partea dreapta a șoselei neasfaltate care făcea legătura dintre Pipirig și Târgu Neamț, numită și "tabla I" și a doua, numită "tabla a II-a" dispusă  între "tabla I" și râul Ozana. Asfaltarea șoselei a început prin anii 1964–1965, ea având totodată și o importanță strategico-militară. 
Cam prin anul 1960, a fost construită și o mică biserică cu hramul Sf. Mare Mucenic Dimitrie, izvorâtorul de Mir, prăznuit la 26 octombrie. Lângă zidurile bisericii  a fost amenajat și un mic cimitir iar, ulterior, unul cu o capacitate mult mai mare a fost amplasat  la capătul de est al satului, pe partea stângă în direcția spre Tg. Neamț.
Școala din Leghin era una de nivel primar, numărul copiilor fiind relativ mic, fapt pentru care cei de clasa I învățau împreună cu elevii din clasa a III-a, iar cei de-II-a cu copiii de-a IV. Numărul total al elevilor nu depășea 30. Învățătorii, doi la număr, erau suplinitori, și locuiau în Tg. Neamț, făcând naveta cu autobuzul. A fost și un învățător localnic, dar nu se știe dacă era titular. Se spune că ar fi fost și dascăl de biserică.
Care era ocupația locuitorilor din satul Leghin? Bărbații lucrau la pădure executând tăieri, debitări bușteni și încărcarea acestora în mașini pe care îi transportau la fabrici de profil din comuna Vânători, Tg. Neamț sau la Piatra Neamț în special pentru fabrica de Celuloză și Hârtie, numită "Reconstrucția". Bărbații satului plecau la începutul săptămânii, la munca din domeniul forestier în anumite puncte de lucru și se întorceau în familie abia sâmbătă. 
Femeile erau casnice și se ocupau cu creșterea copiilor, având pe lângă casă o mică gospodărie, de unde nu lipseau găinile, unu sau doi porci, câteva oi sau o vacă. Se percepeau către stat cote de ouă și lapte, în caz contrar nu puteai să cumperi, toamna, de la prăvălia din sat rechizite pentru școală la copii.
Copiii, vara, mergeau la scăldat în râul Ozana, la cules bureți sau fructe de pădure,  la cărat lemne de foc din pădure pentru iarnă, ajutau părinții în gospodărie la diverse treburi. În vecinătatea satului Leghin sunt mai multe mănăstiri iar duminica, fiind zi de odihnă, unii copii mergeau chiar la furat fructe din livezile acestora. Iconomii mănăstirilor veneau prin sat și cereau ajutor la muncile unde necesita forțe tinere (în special adolescenți sau chiar copii) fiind utile la cosit iarba, făcutul căpițelor de fân, culesul cartofilor, iar, în contrapartidă, mănăstirea oferea loc de pășune animalelor din sat. În pauza de masă, cei ce trudeau  pe la moșiile mănăstirii Secu puteau merge fie la trapeză, fie ca mâncarea se aducea cu căruța în zona de lucru.